# Al-Mansuriyya
Al-Mansuriyya o Sabra o Sabra al-Mansuriyya (àrab: المنصورية, al-Manṣūriyya, o صبرة, Ṣabra, o صبرة المنصورية, Ṣabra al-Manṣūriyya) fou una ciutat residència reial fatimita i zírida d'Ifríqiya fundada al sud de Kairuan per Ismaïl al-Mansur. Va ser la capital del Califat Fatimita al segle x.
La va fundar l'agost del 946 quan va veure imminent la seva victòria sobre el rebel Abu-Yazid i va substituir Mahdia com a capital. La ciutat, rodejada d'una rasa, fou planejada en forma circular, segons el model de Bagdad, amb el palau dels fatimites al centre. Molts materials foren portats de l'antiga capital aglàbida de Raqqada. Al-Mansur hi va instal·lar 14.000 famílies d'amazics kutames que va portar al final de la seva campanya contra Abu-Yazid, però la ciutat no fou acabada fins al regnat del seu fill iniciat el 953, el qual va assegurar el subministrament d'aigua mitjançant un aqüeducte.
Quan els fatimites es van traslladar al Caire (fundada poc després de la conquesta de Fustat el 969), al-Mansuriya fou capital dels zírides, però fou destruïda en una revolta el 1016 i durant la invasió hilàlida la capital fou definitivament traslladada a Mahdia el 1053. La ciutat fou saquejada i després va servir de pedrera als habitants de Kairuan.
Les primeres excavacions les van començar els francesos el 1921. A partir del 1972 es va iniciar un projecte conjunt franco-tunisià.